# Hari Rûd
Pour les articles homonymes, voir Hari.
Le Rudkhaneh-ye Hari Rûd, aussi transcrit Hari Roud en français, parfois appelé Hari Rod, (en هریرود) est un fleuve qui coule en Afghanistan, en Iran et au Turkménistan. Au Turkménistan, on l'appelle Tejen ou Rivière Tedjen et il passe près de la ville de Tedjen ou Tejen.

## Son nom
Rûd signifie « rivière » en persan.
En latin, on l'appelait Arius.

## Géographie
Le Hari Rûd prend sa source dans les montagnes du Koh-i Baba, partie de l'Hindou Kouch, en Afghanistan central, et poursuit son parcours vers l'ouest.
Arrivée en Afghanistan occidental, la rivière coule au sud de la ville d'Hérat. La vallée entourant cette ville (l'ancienne Alexandrie d'Arie) est historiquement renommée pour sa fertilité et les cultures y sont intensives. Le Hari Rûd reçoit les eaux de la rivière Djâm au niveau du site du Minaret de Djâm, le second plus haut minaret au monde avec 65 mètres de haut.
Après Hérat, la rivière prend la direction du nord-ouest puis du nord, formant la partie nord de la frontière irano-afghane. Plus loin, elle forme la partie sud-est de la frontière entre l'Iran et le Turkménistan.
Après un parcours de 1 100 km environ, le Hari Rûd disparaît par épuisement dans le sud du désert du Karakoum.

## Affluents
- Le Kawgan lui donne ses eaux en rive gauche, dans son cours supérieur.

## Hydrométrie

### Les débits du Hari Rûd à Chekhcheran en Afghanistan
Le débit du Hari Rud a été observé pendant 2 ans (entre 1961 et 1963) à Chekhcheran, localité afghane située au niveau de la sortie de la rivière de la zone montagneuse et de son entrée dans le piémont de l'Hindou Kouch. 
À Chekhcheran, le débit inter-annuel moyen ou module observé sur cette période était de 22,3 m3/s pour une surface étudiée de 6 090 km2.
La lame d'eau écoulée dans cette partie du bassin versant, de loin la plus importante du point de vue de l'écoulement, atteint ainsi le chiffre de 115 millimètres par an.

### Les débits du Tedjen à Pol-i-Khatoun au Turkménistan
Le débit du Hari Rûd, devenu « Tedjen », a quant à lui été observé pendant 33 ans (entre 1936 et 1978) à Pol-i-Khatoun, localité turkmène située peu avant son delta dans l'oasis de Tedjen, c'est-à-dire en fin de parcours. 
À Pol-i-Khatoun, son module s'élevait à 31,4 m3/s pour une surface de bassin de 70 600 km2. La lame d'eau écoulée dans le bassin versant se monte dès lors à pas plus de 14 millimètres par an.

## Histoire
Le 1er mai 2020, 17 immigrants afghans se sont noyés dans le Hari Rûd après avoir tenté d'entrer sur le territoire iranien. Ils auraient été forcés de se jeter dans la rivière par les soldats iraniens.